# 瓦爾基里山
77°33′S 162°19′E / 77.550°S 162.317°E
瓦爾基里山（Mount Valkyrie），是南極洲的山峰，位於維多利亞地，屬於阿斯加德山脈的一部分，由威靈頓維多利亞大學的探險隊命名，現時由南極條約體系管理。